# ميراندا (مليزة)
ميراندا هي بلدية في مقاطعة إزرنية في منطقة مليزة بجنوب إيطاليا،وتقع على بعد حوالي 35 كيلومتر (22 ميل) شمال غرب كمبباسة وحوالي 6 كيلومتر (4 ميل) شمال إزرنية . اعتبارًا من 31 ديسمبر 2004، كان عدد سكانها 1065 نسمة ومساحتها 22.3 كيلومتر مربع (8.6 ميل2).